# Bill Forester
(en) Statistiques sur pro-football-reference
Bill Forester est un joueur de football américain, né le 9 août 1932 à Dallas et mort dans cette même ville le 27 avril 2007.
Il a joué 11 saisons sous les couleurs des Packers de Green Bay. Il a été sélectionné à quatre reprises pour le Pro Bowl.